# Copa América 1983 (regata)

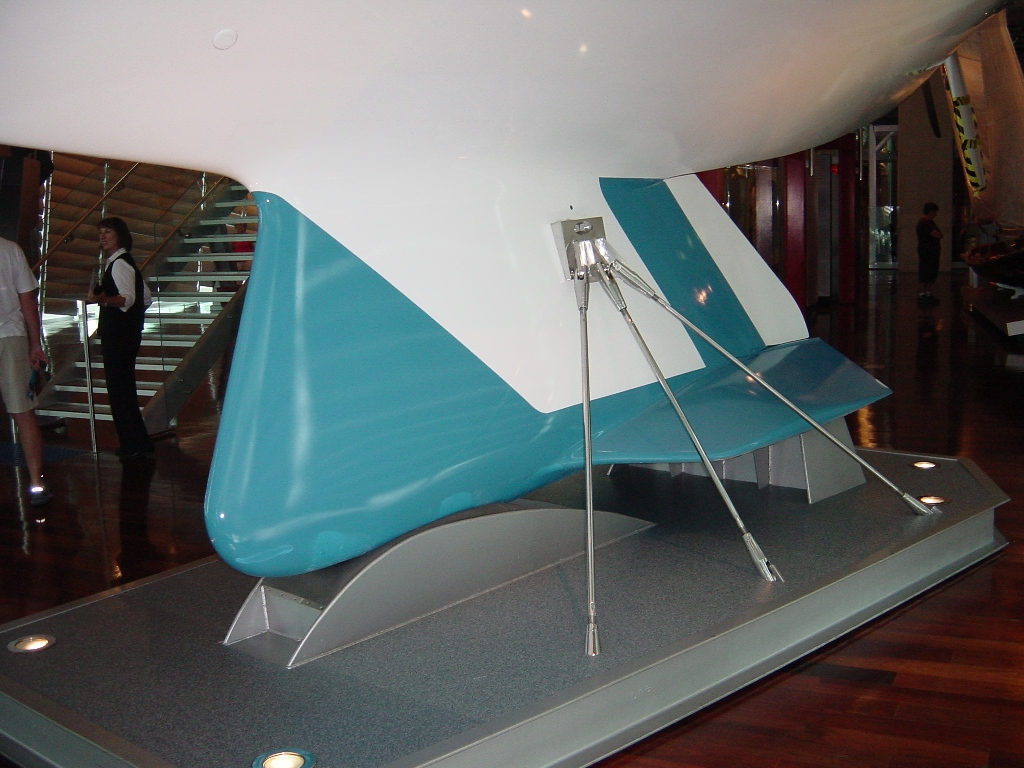
La revolucionaria orza con alas del "Australia II", actualmente expuesto en el Museo marítimo de Australia Occidental, en Fremantle

La Copa América 1983 fue la edición número 25 de la Copa América de Vela, y se disputó en Newport, Rhode Island (Estados Unidos de América). El vencedor de la misma fue el yate Australia II, representante del Real Club de Yates de Perth, que derrotó al yate Liberty, del Club de Yates de Nueva York por 4 a 3.
El Real Club de Yates de Perth marcó un hito al terminar con la trayectoria de victorias más larga de la historia del deporte, venciendo al Club de Yates de Nueva York, que salió derrotado por primera vez en 132 años.

## Defender Selection Series
El "Liberty" (US 40), diseñado por Johan Valentijn & Halsey Herreshoff, construido por Newport Offshore Ltd, y patroneado por Dennis Conner, con 13 victorias y 5 derrotas, fue proclamado representante del Club de Yates de Nueva York el 2 de septiembre de 1983. 

### Participantes
- "Courageous", patroneado por John Kolius
- "Defender", patroneado por Tom Blackaller
- "Liberty", patroneado por Dennis Conner

## Challenger Selection Series
Por primera vez, en 1983 Louis Vuitton patrocinó las eliminatorias, aportando la Copa Louis Vuitton para el vencedor, que fue el yate Australia II, del Real Club de Yates de Perth. Venció en la final al "Victory 83" británico. Los otros dos semifinalistas fueron el "Azzurra" italiano y el "Canada One" canadiense.
El "Australia II", del armador Alan Bond, diseñado por Ben Lexcen, construido por Steve E. Ward & Co., y patroneado por John Bertrand, fue el yate que pasó a la historia por su revolucionaria orza con alas que rompió la hegemonía del Club de Yates de Nueva York en la Copa América.

### Participantes
Participaron en Newport (Rhode Island) siete equipos de cinco naciones diferentes. El Challenger of Record fue el Real Escuadrón de Yates de Sídney.
| Equipo                                   | Club                              | Nación      | Yates                                |
| ---------------------------------------- | --------------------------------- | ----------- | ------------------------------------ |
| Australia II                             | Real Club de Yates de Perth       | Australia   | Australia II (KA 6)                  |
| Advance                                  | Real Escuadrón de Yates de Sídney | Australia   | Advance (KA 7)                       |
| Challenge 12                             | Royal Victoria Yacht Club         | Australia   | Challenge 12 (KA 10)                 |
| Victory 83 Challenge                     | Royal Burnham Yacht Club          | Reino Unido | Victory 82 (K 21), Victory 83 (K 22) |
| Défi Francais pour la Coupe de l'America | Club de Yates de Francia          | Francia     | France 3 (F 3)                       |
| Sfida Italiana America Cup 1983          | Club de Yates Costa Smeralda      | Italia      | Azzurra (I 4)                        |
| Canadian America's Cup Challenge         | Secret Cove Yacht Club            | Canadá      | Canada 1 (KC 1)                      |

## Copa América
Por primera vez en la historia hubo que disputar las 7 regatas programadas para decidir al vencedor. Tras ir perdiendo por 3-1, el "Australia II" ganó las últimas 3 regatas para llevarse el trofeo.
| Fecha                    | Vencedor     | Perdedor     | Marcador | Delta |
| ------------------------ | ------------ | ------------ | -------- | ----- |
| 14 de septiembre de 1983 | Liberty      | Australia II | 1-0      | 1:10  |
| 15 de septiembre de 1983 | Liberty      | Australia II | 2-0      | 1:33  |
| 18 de septiembre de 1983 | Australia II | Liberty      | 1-2      | 3:14  |
| 20 de septiembre de 1983 | Liberty      | Australia II | 3-1      | 0:43  |
| 21 de septiembre de 1983 | Australia II | Liberty      | 2-3      | 1:47  |
| 22 de septiembre de 1983 | Australia II | Liberty      | 3-3      | 3:25  |
| 26 de septiembre de 1983 | Australia II | Liberty      | 4-3      | 0:41  |